# Объём понятия
Объём поня́тия (в логике) — совокупность предметов, охватываемых понятием. Объём и содержание понятия выступают как основные характеристики понятия, подчиняясь при этом закону обратного отношения между содержанием и объёмом понятия (увеличение объёма приводит, как правило, к уменьшению содержания и наоборот). Изменение понятия обычно предполагает изменение его объёма.
Части, входящие в объём понятия, называют классами или множествами. Они, в свою очередь, включают в себя более мелкие части (подклассы или подмножества). Отдельный предмет, принадлежащий к классу, называется элементом класса.

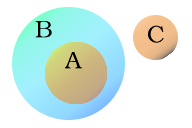
Круги Эйлера: случай, когда объём понятия A полностью входит в объём понятия B, а объёмы понятий B и C не пересекаются

Соотношения между объёмами различных понятий можно иллюстрировать графически с помощью кругов Эйлера.

## Примеры
Например, объём понятия «прямоугольник» представляет собой множество всех возможных прямоугольников, объём понятия «параллелограмм» — множество всех возможных параллелограммов, объём понятия «круг» — множество всех возможных кругов. Если обозначить данные понятия соответственно A, B, C, получим ситуацию, показанную на рисунке справа. 
Закон обратного отношения между содержанием и объёмом понятия:
Московский государственный университет→Государственный университет→Университет→Вуз→Учебное заведение→Учреждение→Организация→Субъект публичного права→Субъект права